# Sandoyartunnilin
Der Sandoyartunnilin (deutsch Sandoytunnel) ist ein etwa 10,8 km langer unterseeischer Straßentunnel zwischen den Inseln Streymoy und Sandoy auf den Färöern.

## Beschreibung
Das nördliche Tunnelportal liegt am Fährhafen von Gamlarætt auf Streymoy. Der Tunnel verläuft zunächst in südöstlicher Richtung, um nachfolgend mit einer Kurve nach Südwesten Kurs auf Sandoy zu nehmen. Dort unterquert er den Berg Knúkur und kommt danach wieder an die Oberfläche. Das südliche Tunnelportal befindet sich im Traðardalur zwischen Skopun und Sandur auf Sandoy.
Der Tunnel hat eine Länge von 10.785 Metern und ist 9,5 Meter breit, er ist damit der längste unterseeische Tunnel der Färöer. Der tiefste Punkt liegt 147 Meter unter dem Meeresspiegel und die maximale Steigung beträgt wie im Eysturoyartunnilin 5 Prozent. Es wurde mit einem Verkehrsaufkommen von 300 bis 400 Fahrzeugen täglich gerechnet.

## Geschichte
Eine Machbarkeitsstudie für den Tunnel wurde 2004 in Auftrag gegeben. Am 27. April 2005 legte der nationale Straßenbaubetrieb Landsverk Føroya dem Wirtschaftsministerium erste konkrete Ergebnisse vor. Es wurde mit Kosten in Höhe von 82 Millionen Euro (610 Millionen Färöische Kronen) gerechnet, die durch Mautzahlungen vollständig zu refinanzieren seien. Die Bauzeit wurde mit fünf bis sechs Jahren veranschlagt.
Die ursprünglich geplante Route sah vor, den Fährhafen von Gamlarætt in nordwestlicher Richtung zu verlassen, um dann mit einer Kurve nach Südwesten zu schwenken. Danach sollte er gradlinig unter der Insel Hestur hindurch und mit einer weiteren Kurve in Richtung Südosten von Nordwesten her in Skopun an die Oberfläche kommen.
Im April 2014 bewilligte das Parlament einstimmig eine Einlage von 400 Millionen Kronen in eine Aktiengesellschaft, die für insgesamt 1,9 Milliarden Kronen – pro Färinger mehr als 5000 Euro – innerhalb von zehn Jahren den Sandoyartunnilin und den Eysturoyartunnilin zwischen beiden Hauptinseln fertigstellen sollte. Die gemeinsame Finanzierung stellt eine Quersubvention des teureren Sandoyartunnilin durch den höhere Mauteinnahmen versprechenden Eysturoyartunnilin dar.
Die vorbereitenden Arbeiten für die Zubringerstraßen inklusive einer Brücke im Traðardalur begannen im Sommer 2018. Der Baubeginn am Tunnel mit Bohrungen und Sprengungen war im Sommer 2019. Am 3. Februar 2022 wurde der Tunneldurchbruch gefeiert. Der Tunnel wurde am 21. Dezember 2023 für den Verkehr freigegeben.